# NGC 6524
NGC 6524 é uma galáxia elíptica (E-S0) localizada na direcção da constelação de Hercules. Possui uma declinação de +45° 53' 17" e uma ascensão recta de 17 horas, 59 minutos e 14,8 segundos.
A galáxia NGC 6524 foi descoberta em 22 de Outubro de 1886 por Lewis A. Swift.